# المحيط الحيوي العميق

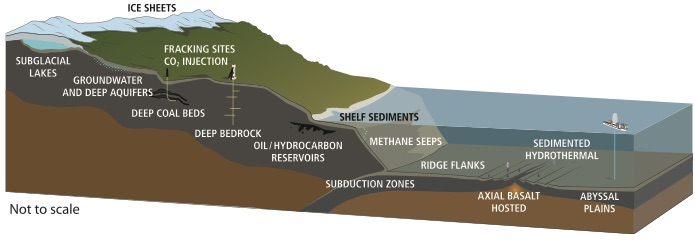
البيئات التي تم العثور فيها على حياة تحت السطح.

المحيط الحيوي العميق، هو ذلك الجزء من المحيط الحيوي، والذي يقع تحت الأمتار القليلة الأولى من سطح المحيط. ويمتد إلى عمق قد يصل إلى حوالي 10 كيلومترات تحت السطح القاري، و21 كيلومترًا تحت سطح البحر، وفي درجات حرارة قد تصل إلى ما يزيد عن 120 درجة مئوية وهي مماثلة لأقصى درجة حرارة وُجد فيها كائن حي نشط أيضيًا. وهو ويشمل جميع نطاقات الحياة الثلاثة، وينافس التنوع الجيني التنوع الموجود على السطح.
جاءت المؤشرات الأولى للحياة في الأعماق من دراسات حقول النفط في عشرينيات القرن العشرين، ولكن لم يكن من المؤكد أن الكائنات الحية كانت كائنات أصلية حتى طُوّرت طرق في الثمانينيات لمنع التلوث من السطح. تُجمع الآن العينات في المناجم العميقة وبرامج الحفر العلمي في المحيطات وعلى اليابسة. وأُنشئت مراصد عميقة لمزيد من الدراسات الموسعة.
وبالقرب من السطح، تستهلك الكائنات الحية المواد العضوية، وتتنفس الأكسجين. أما في الأسفل، فمثل هذه المواد غير متوفرة، لذا فهم يستخدمون "المواد الغذائية" (مانح إلكترونات) مثل الهيدروجين (المنطلق من الصخور من خلال عمليات كيميائية مختلفة)، والميثان (CH 4) ، ومركبات الكبريت المخفضة، والأمونيوم (NH 4 ). وهي "تتنفس" مستقبلات الإلكترون مثل النترات والنتريت، وأكاسيد المنغنيز والحديد، ومركبات الكبريت المؤكسدة، وثاني أكسيد الكربون ( CO2 ). وفي الأعماق الكبيرة تكون الطاقة قليلة جدًا، لذلك، فإن عمليات التمثيل الغذائي تكون أبطأ بنسبة تصل إلى 1 إلى مليون مرة من تلك الموجودة على السطح. ويمكن أن تعيش الخلايا لآلاف السنين قبل الانقسام، ولا يوجد حد معلوم لعمرها.
والطبقة تحت السطحية تشكل حوالي 90% من الكتلة الحيوية عبر مجالين من مجالات الحياة، العتائق، والبكتيريا، و15% من إجمالي المحيط الحيوي. كما توجد أيضًا حقيقيات النوى، بما في ذلك بعض أشكال الحياة متعددة الخلايا من قبيل الفطريات، والحيوانات ( الديدان الأسطوانية، والديدان المفلطحة، والدوارات، والحلقيات، والمفصليات). والفيروسات موجودة أيضًا، وتصيب الميكروبات.

## تعريف
المحيط الحيوي العميق هو نظام بيئي للكائنات الحية، ومكان معيشتها في باطن الأرض العميق. وفيما يتعلق بقاع البحر، فإن التعريف العملياتي للطبقة تحت السطحية العميقة يكمن في التعريف التالي: هي المنطقة التي لا تتعرض للاضطراب البيولوجي بسبب الحيوانات؛ ويكون هذا عادةً على عمق متر أو أكثر تحت السطح. وفي القشرة القارية، يكون أقل من بضعة أمتار، باستثناء التربة. ويُشار أحيانًا إلى الكائنات الحية في هذه المنطقة بــــ الكائنات الحية داخل الأرض . وفي ورقة بحثية لتوماس جولد عام 1992م، والتي كانت بعنوان "المحيط الحيوي العميق الساخن". تم تحديد وتسمية مجموعة فرعية من الغلاف الحيوي العميق الموجود في الأعماق حيث يتجاوز الضغط والحرارة بشكل كبير ما يمكن للحياة السطحية البقاء عليه.

## الاكتشافات والأفكار المبكرة
في جامعة شيكاغو، وتحديدًا في العشرينيات من القرن العشرين، استعان الجيولوجي إدسون باستن (Edson Bastin) بمساعدة عالم الأحياء الدقيقة فرانك جرير (Frank Greer) في محاولة لتفسير سبب احتواء المياه المستخرجة من حقول النفط على كبريتيد الهيدروجين، والبيكربونات. ومثل هذه المواد الكيميائية عادة ما يتم إنشاؤها عن طريق البكتيريا، غير أن الماء قد جاء من عمق كانت فيه الحرارة والضغط كبيرين للغاية لدعم الحياة. وقد تمكنوا من زراعة بكتيريا لاهوائية تعمل على اختزال الكبريتات من الماء، الأمر الذي يدل على أن المواد الكيميائية لها أصل بكتيري.
وفي العشرينيات من القرن العشرين أيضًا، لاحظ عالم الأحياء الدقيقة بجامعة كاليفورنيا في بيركلي تشارلز ليبمان Charles Lipman، أن البكتيريا التي تظل في زجاجات محكمة الغلق لمدة 40 عامًا يمكن إعادة إحيائها مرة أخرى - وهي تلك الظاهرة المعروفة الآن باسم الحيوية الخفية. وتساءل ليبمان إذا ما كان الأمر نفسه ينطبق على البكتيريا الموجودة في طبقات الفحم. فقام بتعقيم عينات من الفحم، ثم قام بترطيبها، وسحقها، ونجح في زراعة البكتيريا من غبار الفحم. وتم نشر النتائج في عام 1931م.
تم إجراء الدراسات الأولى للحياة تحت السطح بواسطة كلود إي. زوبيل Claude E. Zobell، والذي يطلق عليه "أبو علم الأحياء البحرية الدقيقة"،  في أواخر الثلاثينيات من القرن العشرين وحتى الخمسينيات. وعلى الرغم من أن عمق أخذ العينات كان محدودًا، إلا أنه تم العثور على الميكروبات أينما تم أخذ عينات الرواسب. ومع زيادة العمق، أفسحت الكائنات الهوائية المجال للكائنات اللاهوائية .

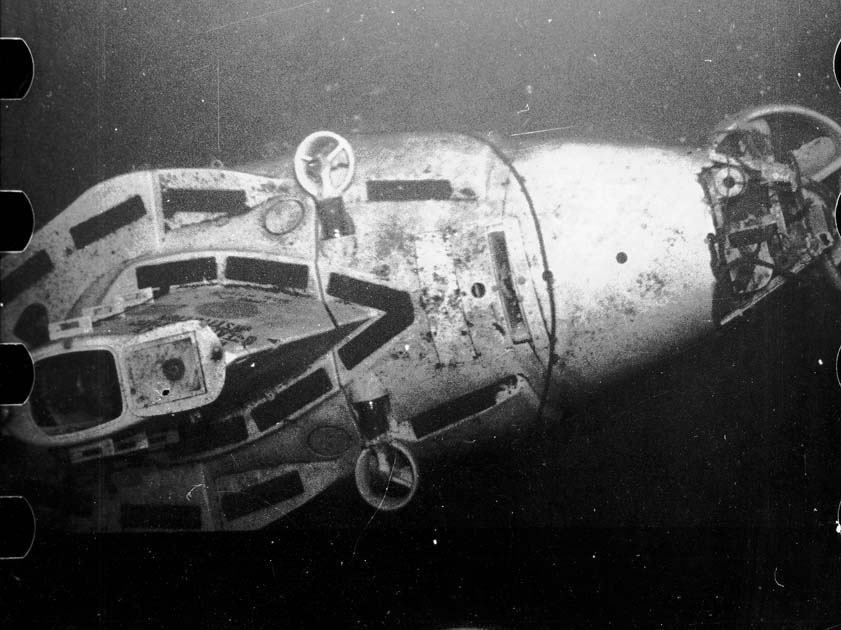
صورة للسفينة الغارقة التقطت عام 1969

وقد رفض معظم علماء الأحياء النظر إلى الميكروبات الموجودة تحت السطح على أنها تلوثًا، وخاصة بعد غرق الغواصة ألفين في عام 1968م، وهروب العلماء، تاركين وراءهم وجبات غداءهم. وعندما تم استعادة الغواصة، لم تظهر على وجبات الغداء التي تركوها من خلفهم أي علامات على التحلل الميكروبي. وقد عزز هذا وجهة النظر القائلة بأن البحر العميق (وبالتالي باطن الأرض) عبارة عن صحراء خالية من الحياة. إن دراسة المحيط الحيوي العميق، كانت مثلها مثل العديد من البكتيريا، خاملة لعدة عقود من الزمن؛ وكان الاستثناء في ذلك هو مجموعة من علماء الأحياء الدقيقة السوفييت الذين بدأوا في الإشارة إلى أنفسهم باسم علماء الأحياء الدقيقة الجيولوجية.
وقد تجدد الاهتمام بالحياة تحت السطح عندما كانت وزارة الطاقة الأمريكية تبحث عن طريقة آمنة يتم من خلالها دفن النفايات النووية، وقد أدرك فرانك جيه ووبرFrank J. Wobber، أن الميكروبات الموجودة تحت السطح يمكن أن تكون عامل مساعد، إما من خلال تحلل النفايات التي تم دفنها، أو أنها تعيق ذلك عن طريق خرق الحاويات المختومة. ومن أجل معالجة مشكلة التلوث، تم تصميم معدات خاصة لتقليل التلامس بين العينة الأساسية، وسائل الحفر الذي يقوم بتزييت لقمة الثقب. بالإضافة إلى ذلك، تمت إضافة مواد تتبع إلى السائل للإشارة إلى ما إذا كان قد اخترق النواة أم لا. وفي عام 1987م، تم حفر العديد من الآبار بالقرب من موقع نهر سافانا، وقد تم العثور على الكائنات الحية الدقيقة بكثرة، والتي تنوعت على عمق 500 متر على الأقل تحت السطح.
ومنذ عام 1983م، وحتى الآن، قام علماء الأحياء الدقيقة بتحليل كثرة الخلايا في عينات الحفر من خلال برنامج اكتشاف المحيطات الدولي (الذي كان يسمى في الأصل برنامج حفر المحيطات ). وقد أشارت مجموعة بقيادة جون باركسJohn Parkes، من جامعة بريستول إلى تركيزات تتراوح ما بين 10 4 إلى 10 8 خلية لكل جرام من الرواسب حتى أعماق تصل إلى 500 متر (تحتوي التربة الزراعية على حوالي 10 9 خلية لكل جرام). ومثل هذه الإشارات تم مقابلتها في بداية الأمر بنوع من التشكك، وقد استغرق الأمر حوالي أربع سنوات حتى تم نشر نتائجهم.
وفي عام 1992م، قام توماس جولد Thomas Gold بنشر ورقة بحثية تحت عنوان "المحيط الحيوي العميق الساخن" والتي أشار من خلالها إلى أن الحياة الميكروبية كانت منتشرة على نطاق واسع في جميع أنحاء باطن الأرض، كما أنها توجد في المسام بين حبيبات الصخور. كما نشر أيضًا كتابًا يحمل عنوانًا مشابهًا وهو المحيط الحيوي الساخن العميق . ووفقًا لإحدى الأوراق البحثية، فقد تم النظر إلى توماس جولد على أنه كان "رائدًا" في فكرة أن الهيدروكربونات يمكن أن تدعم الحياة حتى "أعماق معروفة تبلغ 10 كيلومترات، وربما حتى 300 كيلومتر"، إذا لم تتجاوز درجة الحرارة حدًا أقصى افتراضيًا يبلغ 150 درجة مئوية. وقد اقترح جولد أيضًا، بشكل غير صحيح إلى حد كبير، أن المحيط الحيوي العميق مدعوم بالهيدروكربونات المنتجة جيولوجيًا بواسطة باطن الأرض، أو مشتقاتها. ووفقًا للورقة البحثية، فقد ساعدت مقترحات جولد في إلهام الأجيال اللاحقة من العلماء.
وفي عام 1998م، قام ويليام ويتمان William Whitman وزملاؤه، بنشر ملخصًا لبيانات اثني عشر عامًا في وقائع الأكاديمية الوطنية للعلوم . وقد قاموا بتقدير أن ما يصل إلى 95% من جميع بدائيات النوى (العتائق والبكتيريا) تعيش في باطن الأرض العميق، مع 55% في باطن الأرض البحرية و39% في باطن الأرض. وفي عام 2002م، كانت المرحلة 201 من برنامج حفر المحيط هي الأولى التي كانت تهدف إلى البحث عن الحياة في أعماق البحار.حيث كانت معظم عمليات الاستكشاف السابقة على هوامش السطح القاري، ولذلك كان الهدف هو الحفر في المحيط المفتوح من أجل المقارنة. وفي عام 2016، قام برنامج اكتشاف المحيطات الدولي، في مرحله رقم 370، بالحفر في الرواسب البحرية لإسفين نانكاي التراكمي وتم ملاحظة 10 خلايا نباتية لكل سم مكعب عند 118°م.

## الأساليب العلمية
وبفضل العديد من التطورات في تكنولوجيا جمع العينات، والتحليل الميداني، وكذلك العلوم الجزيئية، والزراعة، والتصوير، والحساب. بات الفهم الحالي لعلم الأحياء تحت السطحية أمرًا ممكنًا 

### جمع العينات

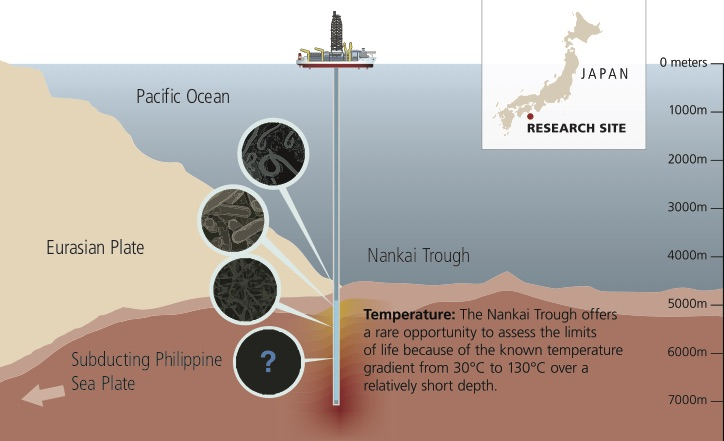
مخطط لرحلة استكشافية على متن سفينة الحفر اليابانية D/V Chikyū.

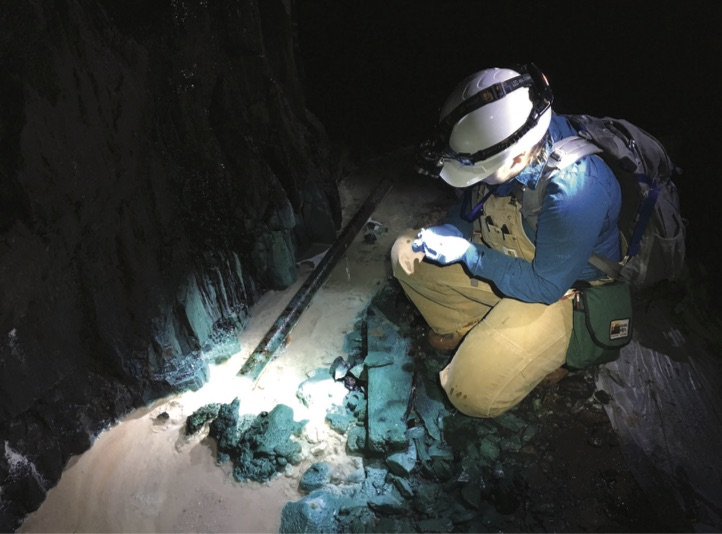
باحث يقوم بأخذ عينة من سائل من منجم عميق.

يتم أخذ العينات من قاع المحيط من خلال عملية حفر الآبار وجمع العينات. ويجب أن تتناسب الأساليب المستخدمة مع الأنواع المختلفة من الصخور، كما أن تكلفة الحفر تقلل من عدد الفتحات التي يمكن حفرها. وقد استخدم علماء الأحياء الدقيقة برامج الحفر العلمية من قبيل: برنامج حفر المحيطات (ODP)، وهناك أيضًا برنامج حفر المحيطات المتكامل (IODP)، والذي استخدم السفينة اليابانية Chikyū.
والمناجم العميقة تحت الأرض، مثل مناجم الذهب في جنوب أفريقيا، ومنجم بيهاسالمي للنحاس والزنك في فنلندا ، أتاحت فرصًا عديدة لأخذ عينات من المحيط الحيوي العميق. كما تم أيضًا أخذ عينات من باطن الأرض العميق في مواقع مختارة، أو مقترحة لتخزين النفايات النووية، والتي منها على سبيل المثال مستودع جبل يوكا، ومحطة عزل النفايات التجريبية في الولايات المتحدة، وأسبو، والمناطق المحيطة بها في السويد، ومستودع أونكالو للوقود النووي المستنفد والمناطق المحيطة به في فنلندا، ومونت تيري في سويسرا). وقد تم تعزيز الحفر العلمي للطبقات العميقة تحت سطح الأرض من خلال برنامج الحفر العلمي القاري الدولي (ICDP).
ومن أجل السماح بأخذ العينات تحت الأرض بشكل مستمد، تم تطوير أنواع مختلفة من المراصد. في قاع المحيط، تعمل مجموعة(CORK) على إغلاق فتحة البئر؛ لمنع تدفق مياه البحر. وتستطيع النسخة المتقدمة من CORK من سد العديد من فتحات الآبار، وذلك من خلال استخدام الحشوات، وهي عبارة عن أنابيب مطاطية تتضخم لسد المساحة بين سلسلة الحفر وجدار البئر. وفي الرواسب، تم تصميم أداة القياس البسيطة ذات الكابلات لقياس الحدود في الموقع (SCIMPI) للبقاء وأخذ القياسات بعد انهيار البئر.
وتُستخدم الحشوات أيضًا في باطن الأرض القارية،. ويتم استخدام طرق مختلفة لاستخراج السوائل من هذه المواقع، بما في ذلك أجهزة أخذ العينات الغازية السلبية، وأنظمة الأنابيب على شكل حرف U، وأجهزة أخذ العينات الغازية التناضحية. في ضيق (أقل من 50 مم باستخدام ثقوب ) يمكن خفض أنابيب البولي أميد المزودة بصمام ضغط خلفي لأخذ عينات من عمود كامل من السائل.

### التحليل الميداني.
تقوم بعض الطرق بتحليل الميكروبات في أماكنها، بدلاً من استخراجها. وفي علم الفيزياء الحيوية، يتم فحص تأثيرات الميكروبات على خصائص المواد الجيولوجية عن بعد باستخدام الإشارات الكهربائية. ويمكن وضع علامة على الميكروبات باستخدام نظير مستقر مثل الكربون 13، ثم إعادة حقنها في الأرض لمعرفة إلى أين تذهب. وتتضمن طريقة "الدفع والسحب" حقن سائل في طبقة المياه الجوفية، واستخراج خليط من السائل المحقون بالمياه الجوفية؛ ومن ثم يمكن تحليل الأخير؛ بهدف تحديد طبيعة التفاعلات الكيميائية التي حدثت.

### الطرق الجزيئية والزراعة
الأساليب المستخدمة في علم الأحياء الجزيئي الحديث، تسمح باستخراج الأحماض النووية والدهون والبروتينات من الخلايا، وتسلسل الحمض النووي، والتحليل الفيزيائي والكيميائي للجزيئات باستخدام مطيافية الكتلة، وقياس التدفق الخلوي. ويمكن تعلم الكثير عن المجتمعات الميكروبية باستخدام هذه الأساليب. على سبيل المثال، في منجم ريتشموند في كاليفورنيا، قام العلماء باستخدام تسلسل البندقية من أجل تحديد أربعة أنواع جديدة من البكتيريا، وثلاثة أنواع جديدة من العتائق (المعروفة باسم الكائنات الحية النانوية الحمضية العتيقة في منجم ريتشموند )، و572 بروتينًا فريدًا من نوعه للبكتيريا.

### الطرق الجيوكيميائية
الكائنات الحية الدقيقة العميقة تقوم بتغيير كيمياء محيطها. فهي تستهلك العناصر الغذائية، ومخلفات المنتجات الناتجة عن عملية التمثيل الغذائي. وبالتالي، يمكن تقدير أنشطة الكائنات الحية الدقيقة العميقة عن طريق قياس التركيب الكيميائي في عينات قاع البحر. وتتضمن التقنيات التكميلية قياس تركيبات النظائر للمواد الكيميائية، أو المعادن ذات الصلة.

## شروط الحياة
من أجل أن يكون للحياة نشاط أيضي، فيجب أن تكون قادرة على الاستفادة من ترموديناميك اللاتوازن في البيئة. ويمكن أن يحدث هذا عندما تتعرض صخور الوشاح الغنية بمعدن الزبرجد لمياه البحر وتتفاعل معها لتكوين معادن السربنتين، والمغنتيت. وترتبط الظروف غير المتوازنة أيضًا بالفتحات الحرارية المائية والبراكين، والنشاط الحراري الأرضي. كما يقوم البشر أيضًا بإنشاء مواطن جديدة للحياة، وخاصة من خلال معالجة الملوثات الموجودة في باطن الأرض.

### ضغط

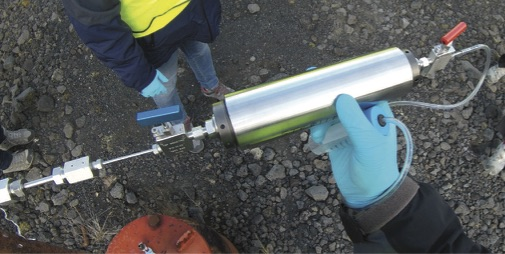
يحتفظ جهاز PUSH50 بعينات أعماق البحار تحت ضغط مرتفع.

## الموائل

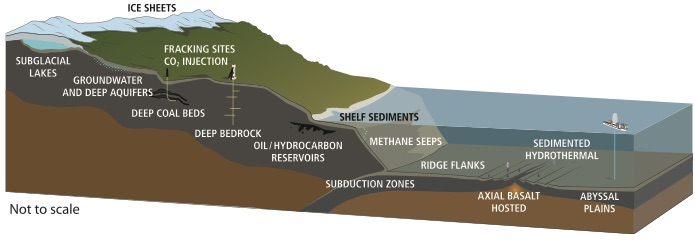
البيئات التي تم العثور فيها على حياة تحت السطح.

#### الصخور

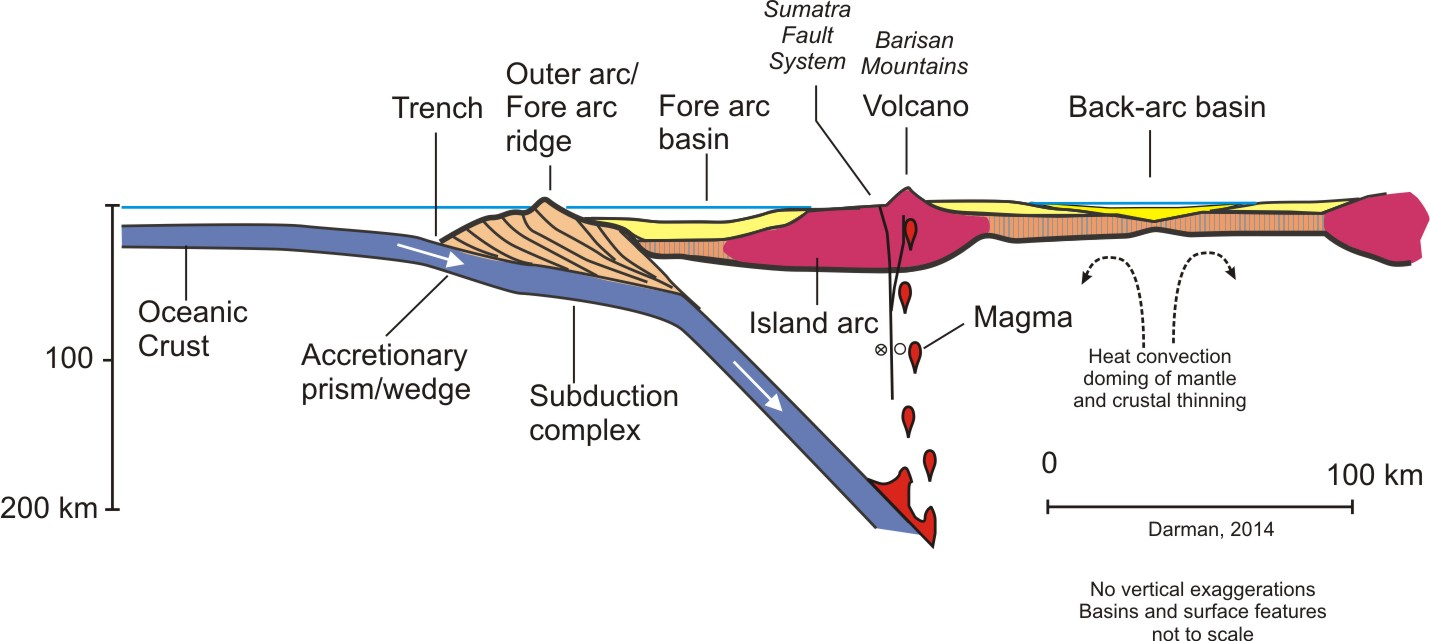
مخطط لخندق سومطرة وأقواس الجزر المرتبطة به ومناطق القوس الخلفي

## علم البيئة

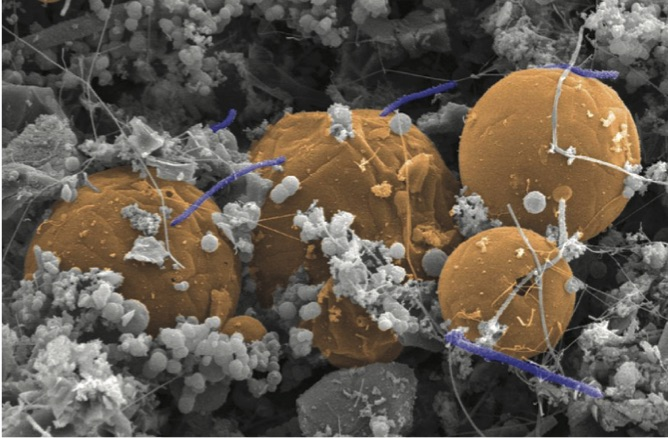
الخلايا ذات الشكل القضيبي الأرجواني، التي يبلغ طولها بضعة ميكرونات، هي " Candidatus Desulforudis audaxviator".